# Garbayuela
Garbayuela je španělské město situované v provincii Badajoz (autonomní společenství Extremadura).

## Poloha
Obec je vzdálena 164 od města Cáceres a 194 km od města Badajoz. Patří do okresu La Siberia a soudního okresu Herrera del Duque.

## Historie
V roce 1834 se obec stává součástí soudního okresu Herrera del Duque. V roce 1842 čítala obec 102 usedlostí a 396 obyvatel.

## Odkazy

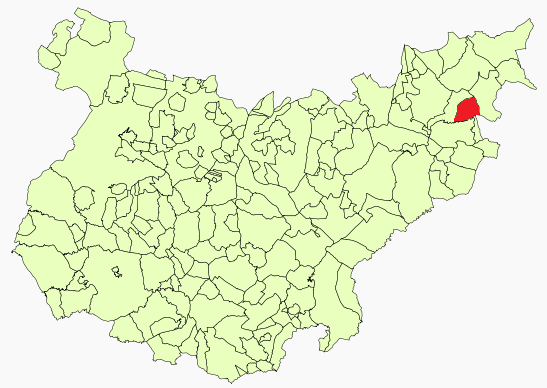
Poloha obce v provincii Badajoz

## Demografie
| Populace obce Garbayuela z let (1842–2010) | Populace obce Garbayuela z let (1842–2010) | Populace obce Garbayuela z let (1842–2010) | Populace obce Garbayuela z let (1842–2010) | Populace obce Garbayuela z let (1842–2010) | Populace obce Garbayuela z let (1842–2010) | Populace obce Garbayuela z let (1842–2010) | Populace obce Garbayuela z let (1842–2010) | Populace obce Garbayuela z let (1842–2010) | Populace obce Garbayuela z let (1842–2010) | Populace obce Garbayuela z let (1842–2010) | Populace obce Garbayuela z let (1842–2010) | Populace obce Garbayuela z let (1842–2010) | Populace obce Garbayuela z let (1842–2010) | Populace obce Garbayuela z let (1842–2010) | Populace obce Garbayuela z let (1842–2010) | Populace obce Garbayuela z let (1842–2010) | Populace obce Garbayuela z let (1842–2010) |
| ------------------------------------------ | ------------------------------------------ | ------------------------------------------ | ------------------------------------------ | ------------------------------------------ | ------------------------------------------ | ------------------------------------------ | ------------------------------------------ | ------------------------------------------ | ------------------------------------------ | ------------------------------------------ | ------------------------------------------ | ------------------------------------------ | ------------------------------------------ | ------------------------------------------ | ------------------------------------------ | ------------------------------------------ | ------------------------------------------ |
| 1842                                       | 1857                                       | 1860                                       | 1877                                       | 1887                                       | 1897                                       | 1900                                       | 1910                                       | 1920                                       | 1930                                       | 1940                                       | 1950                                       | 1960                                       | 1970                                       | 1981                                       | 1991                                       | 2001                                       | 2010                                       |
| 396                                        | 556                                        | 558                                        | 523                                        | 620                                        | 646                                        | 625                                        | 718                                        | 769                                        | 878                                        | 994                                        | 1 149                                      | 1 187                                      | 1 072                                      | 578                                        | 556                                        | 557                                        | 549                                        |